# Вільгельм II (герцог Баварії)
Вільгельм II (нім. Wilhelm II, 5 квітня 1365 — 30 травня 1417) — герцог Баварсько-Штраубінзький (1404—1417). Граф Голландії, Зеландії, Геннегау.

## Імена
- Вільгельм II — як герцог Баварський
- Вільгельм IV — як граф Голландський.
- Вільгельм V — як граф Зеландський.
- Вільгельм VI — як граф Геннегауський

## Біографія

### Молоді роки
Походив з династії Віттельсбахів. Старший син Альбрехта I, герцога Баварія-Штраубін, графа Голландії, Зеландії та Геннегау, й Маргарити (доньки Людовіка I П'яста, князя Легніцько-Бжезького). Народився у 1365 році в Гаазі. З дитинства практично усе життя провів у Нідерландах. У 1373 році планувався його шлюб з Марією, донькою Карла V, короля Франції. Втім через смерть нареченої у 1377 році довелося шукати нову шлюбну партію. 12 квітня 1385 року Вільгельм одружився в Камбре з донькою бургундського герцога Філіпа II.
В ході війни між голландськими партіями гачків і тріски Вільгельм симпатизував Партії гачків, що складалася з місцевої аристократії. Коли у 1392 році було вбито коханку його батька — Алейду ван Пулгест з Партії тріски, Альбрехт I розпочав нищівну війну проти аристократів Голландії з Партії гачків. Вільгельм, побоюючись за своє життя, у 1394 році перебрався до місто Монс в Геннегау, а потім втік до Англії. Проте в підсумку вони примирилися з батьком.
У 1395 році було домовлено, що після смерті Альбрехта I, Вільгельм успадкує нідерландські графства, а його брати Альбрехт II і Іоганн — Баварсько-Штраубінське графство. Вільгельм супроводжував Альбрехта I в походах 1395—1398 років проти фризів, що відкололися від Голландії та вирішили підкорятися безпосередньо імператору. Смерть у 1397 році брата Альбрехта II змінило ситуацію зі спадком: тепер Вільгельм також здобув право на Баварію-Штраубін.

### Володарювання
Після смерті батька в 1404 році Вільгельм II став правити самостійно в Нідерландах. Водночас Баварію-Штраубін фактично передав в управління братові Іоганну III. Вільгельм II не полишав спроб приборкати фризів. На деякий час він зумів захопити їх землі, оголосивши себе графом Фрісландії. У 1401 році повстав аристократ Іоганн V Аркель в Голландії
З початку намагався продовжувати політику попередника, спрямованого на союз з Францією. У 1406 році видав заміж свою доньку Якобу за дофіна Жана Туреньського. У внутрішній політиці вирішив спиратися на фінансистів та промисловців Голландії, виробників цегли та хазяїв рибальських флотилій) на противагу знаті. Втім все ж намагався розширити кількість своїх прихильників серед феодалів, заснувавши для них Орден Голландського Саду.
У 1408 році Вільгельм II разом з бургундським герцогом Жаном I прийшов на допомогу своєму братові Іогану, єпископу Льєзькому, проти якого повстали жителі Льєжа, завдавши останнім рішучої поразки у битві при Офі. В результаті йому довелося втрутитися у війну бургіньйонів та арманьяків на боці перших.
У 1412 році було нарешті переможено рід Аркель, володіння якого було приєднано до Голландського графства. Втім того ж року зазнав поразки від союзника Аркеля — Рейнальда IV, герцога Гельдерна. В результаті Вільгельм II вимушений був поступитися сеньйорією Гронінген.
У 1414 році фризи знову скинули владу Віттельсбахів. В результаті значні володіння ворохобника було приєднано до графства Голландського. У 1415 році графство Геннегау було розорене англійськими військами, які брали участь в битві при Азенкурі. У 1416 році наказав шляхті своїх графств визнати доньку Якобу єдиною своєю спадкоємницею.
Вільгельм II несподівано помер 1417 року у місті Бушен (неподалік Лілля) від укусу собаки, ймовірно скаженої. Після його смерті почалася боротьба за нідерландську спадщину.

## Родина
Дружина — Маргарита, донька Філіппа II, герцога Бургундії
Діти:
- Якоба (1401—1436), в першому шлюбі дружина Жака IV, герцога Брабанту

Бастарди:
- Людвіг (д/н)
- Іоганн (д/н)
- Вільгельм (д/н)
- Еберхард (1400—1458), сеньйор Хогвуд, Аартсвуд
- Беатрікс (1390/1400-1455)